# Glòria Coll Domingo
Glòria Coll Domingo (Riudoms, 1988) és una música i poeta catalana. Entre els seus primers guardons, destaquen l'accèssit al Premi Gabriel Ferrater de Poesia de Reus el 2009 i el primer premi al 13è Concurs de Poesia Curta de la Universitat Politècnica de Catalunya el 2010. El 2013 va rebre el 49è Premi Amadeu Oller per autors joves inèdits amb l'obra Oda als objectes (Galerada), i el 2015 el XX Premi Miquel Martí i Pol de la UAB amb Territori inhabitable (Publicacions de la UAB). L'any 2022 va ser guardonada amb el Premi de Poesia Jocs Florals de Barcelona pel poemari A través.

## Obra

### Poesia
- Oda als objectes (Ed. Galerada, 2013)
- Territori inhabitable (Edicions de la UAB, 2015)
- Retorn (Ed. Godall, 2017)
- A través (LaBreu Edicions, 2022)